# Feltételes mód
Egyes nyelvek alaktani rendszerében a feltételes mód olyan igemód, amely használata csaknem mindig modális jellegű. Főként a cselekvés, a történés vagy az állapot lehetséges voltát fejezi ki a jelenben vagy a jövőben, illetve azt, hogy nem valósultak meg a múltban. A cselekvést, történést stb. feltételhez kötöttként, óhajtottként vagy egyszerűen lehetségesként mutatja be. A feltételes módú igealaknak egyéb modális jelentései is vannak.

## A feltételes mód alakítása
Az ebben a cikkben említett nyelvekben a feltételes módnak van jelen idejű és múlt idejű alakja.

### A magyar nyelvben
A magyarban a feltételes mód jelen ideje szintetikusan alakul. Az ige tövéhez egyes esetekben kötő magánhangzó járul, melyet a mód jele, a -na/-ne/-ná/-né toldalék követ. Ennek változatait a magánhangzó-harmónia szabályai szerint alkalmazzuk, kivéve a határozatlan ragozású paradigma egyes szám első személyű alakja esetében. Példák szabályos ragozású igékre:
| Határozatlan ragozás | Határozott ragozás | Határozatlan ragozás | Határozott ragozás |
| -------------------- | ------------------ | -------------------- | ------------------ |
| várnék               | várnám             | küldenék             | küldeném           |
| várnál               | várnád             | küldenél             | küldenéd           |
| várna                | várná              | küldene              | küldené            |
| várnánk              | várnánk            | küldenénk            | küldenénk          |
| várnátok             | várnátok           | küldenétek           | küldenétek         |
| várnának             | várnák             | küldenének           | küldenék           |
Múlt időben a feltételes mód alakja analitikus. A lexikai jelentésű ige múlt idejű alakja használatos, melyet a van segédige feltételes mód jelen idő egyes szám harmadik személyű alakja követ minden személyben:
| Határozatlan ragozás | Határozatlan ragozás | Határozott ragozás | Határozott ragozás |
| -------------------- | -------------------- | ------------------ | ------------------ |
| olvastam volna       |                      |                    |                    |
| olvastál             | volna                | olvastad           | volna              |
| olvasott             | volna                | olvasta            | volna              |
| olvastunk            | volna                | olvastuk           | volna              |
| olvastatok           | volna                | olvastátok         | volna              |
| olvastak             | volna                | olvasták           | volna              |

### A francia nyelvben
A latinban nem volt feltételes módú alak, de az újlatin nyelvek kifejlesztettek maguknak ilyet. A franciában előzőleg analitikusan képződött a jelen idejű alak, majd szintetikus lett. A személyragok a latin habeo ’birtokol’ ige folyamatos múlt idejű alakjából származnak, és a lexikai jelentésű ige főnévi igenevű alakjához járulnak. Ez szabályosan változatlan marad, de vannak olyan igék is, amelyek főnévi igenevű alakja ebben a helyzetben megváltozott a nyelvtörténet során. Azonban mindegyik ige esetében megmaradt a személyragok előtt a főnévi igenévi alak végén található r. Megjegyzendő az is, hogy az egyes számú ragok és a többes szám 3. személy ragja egyformán [ɛ]-nek (hozzávetőlegesen magyar e) hangzik, a többes 1. személyű [jɔ̃]-nak (nazális o-val), a többes 2. pedig [e]-nek (rövid magyar é). Inkább a kötelezően külön szó alakjában kitett alany fejezi ki a személyeket.
Példák:
je saurais ’tudnék / tudnám’
tu finirais ’befejeznél / befejeznéd’
il/elle viendrait ’jönne’
nous mangerions ’(meg)ennénk’
vous pourriez ’bírnátok’
ils/elles joueraient ’játszanának / játszanák’
A múlt idejű alak analitikus. Segédigéje az avoir ’birtokolni’ vagy az être ’lenni’ szegédige feltételes mód jelen idejű alakja, melyet a lexikai jelentésű ige múlt idejű melléknévi igenevének alakja követ. Az être segédige esetében a melléknévi igenév a legtöbb esetben nemben és számban egyezik az alannyal, ami többnyire csak írásban jelenik meg: j’aurais lu ’olvastam volna’, elle serait partie ’elment volna’ (nőnem), vous vous seriez assis ’leültetek / (önök) leültek volna’ (hímnem).
Különbség a franciában az itt említett nyelvekkel szemben az, hogy a feltétel nem fejezhető ki feltételes módú igével olyan mellékmondatban, melyet a si ’ha’ kötőszó vezet be. Jelen idejű alakja helyett a kijelentő mód folyamatos múlt idejű alakja használandó, múlt idejű alakja helyett pedig a kijelentő mód régmúlt idejű alakja.

### A román nyelvben
A románban a feltételes mód mindkét idejű alakja analitikus. A jelen idő segédigéjéről azt feltételezik, hogy a latin vrea (< latin volere) ’akarni’ egyszerű múlt idejű és folyamatos múlt idejű alakjai összeolvadásából jött létre.
Jelen idejű példa:
aș cânta ’énekelnék’
ai cânta
ar cânta
am cânta
ați cânta
ar cânta
Múlt időben a segédige a létige feltételes mód jelen idejű alakja, melyet a lexikai jelentésű igének megfelelő melléknévi igenév követ:
aș fi cântat ’énekeltem volna’
ai fi cântat
ar fi cântat
am fi cântat
ați fi cântat
ar fi cântat

### A közép-délszláv diarendszerben
A közép-délszláv diarendszer nyelveiben (bosnyák, horvát, montenegrói, szerb) is a feltételes mód analitikusan alkotott. A biti ’lenni’ segédige aoristos alakjából és a lexikai jelentésű ige „cselekvő”-nek nevezett melléknévi igenevű alakjából adódik össze. Ez utóbbi nemben és számban egyezik az alannyal. Van múlt idejű alakja is, de a mai nyelvben ritkán használt. A jelen idejű alak helyettesíti, és az idő a kontextusból derül ki. Példa:
pisao (hímnem) / pisala (nőnem) bih ’írnék / írtam volna’
pisao / pisala bi
pisao / pisala / pisalo (semlegesnem) bi
pisali (hn) / pisale (nn.) bismo
pisali / pisale biste
pisali / pisale / pisala (sn.) bi
A segédige a lexikai jelentésű igenév után áll, ha az alanyt nem külön szó fejezi ki. Ellenkező esetben a szórend fordított: ja bih pisao / pisala ’én ’írnék / írtam volna’.

## A feltételes mód jelentései
A feltételhez kötött lehetőséget ez az igemód összetett mondat főmandata állítmányaként fejezi ki. Ilyen szerkezet esetében egyes nyelvekben a feltételt kifejező mellékmondat állítmánya is feltételes módban állhat, de más nyelvekben, például a franciában, nem. Példák:
- (magyarul) Nagyon örülne, ha meglátogatnád;[16]
- (szerbül) Kad bismo požurili, stigli bismo na početak predstave ’Ha sietnénk, odaérnénk az előadás kezdetére’;[17]
- (románul) Dacă ai fi încercat, ai fi reușit ’Ha megpróbáltad volna, sikerült volna’;[5]
- (franciául) S’il neigeait (kijelentő mód folyamatos múlt idő) la semaine prochaine, nous pourrions faire du ski à Noël ’Ha havazna a jövő héten, síelhetnénk Karácsonykor’.[18]

A feltételesnek nevezett igealak óhajt is kifejezhet, egyszerű mondatban vagy összetett mondatban, a feltétel kifejezésével együtt:
- (magyarul) Bárcsak esne a hó!;[19]
- (horvátul) Sve bih sama radila ’Mindent egyedül csinálnék’;[20]
- (franciául) Félix et Béatrice aimeraient avoir un deuxième enfant ’Félix és Béatrice szeretnének egy második gyereket’;[21]
- (románul) Ce bine am proceda, dacă ne-am recunoaște greșelile! ’Milyen jól tennénk, ha beismernénk a hibáinkat!’[22]

Példák az egyszerűen lehetséges cselekvés kifejezésére:
- (franciául) Je connais une jeune fille qui accepterait de garder vos enfants ’Ismerek egy lányt, aki hajlandó lenne a gyerekeitekre vigyázni’;[21]
- (szerbül) Projekat bi mogao da uspe ’A terv sikerülhetne’;[23]
- (románul) Ai crede că ea scrie poezii? ’Elhinnéd, hogy ő (nn.) verseket ír?’[24]

A feltételes igealak egyéb jelentéseket is hordoz, egyeseket több nyelvben, másokat kevesebben. Egyesek kapcsolatban vannak a fenti főjelentésekkel:
- feltételezett, bizonytalan cselekvés:
  - (franciául) L’incendie aurait été provoqué par une cigarette jetée dans une poubelle ’A tűzvészt egy kukába dobott cigaretta okozta volna’;[21]
  - (románul) Am auzit că plecarea s-ar amâna ’Úgy hallottam, hogy az indulás el lenne halasztva’;[25]
- akarat, kérés enyhített, udvarias kifejezése:
  - (magyarul) Megemlíthetném még azt...;[26]
  - (franciául) Pourriez-vous venir demain ? ’El tudna jönni holnap?’;[27]
  - (szerbül) Molio bih čašu vode ’Kérnék egy pohár vizet’;[23]
  - (románul) Ai putea să mă ajuți? ’Tudnál-e segíteni nekem?’[25]
- a beszélővel közös cselekvés javaslása, tanács:
  - (magyarul) Mi lenne, ha írnánk egy új nyelvtankönyvet?[28]
  - (franciául) Tu devrais faire un peu de sport ’Sportolnod kellene egy kicsit’;[21]
  - (montenegróiul) Morali bismo ga pośetiti ’Meg kellene látogatnunk őt’;[29]
  - (románul) Ar trebui să plecați ’El kellene mennetek’;[25]
- múltbeli cselekvésre vonatkozó sajnálat:
  - (magyarul) Bár megnézhettem volna én is azt a filmet![19]
  - (franciául) J’aurais bien voulu aller à Londres ce week-end mais il n’y avait plus de places dans l’Eurostar ’Londonba szerettem volna utazni a hétvégén, de már nem volt hely az Eurostar-on’;[21]
  - (románul) Ai fi putut să câștigi! ’Nyerhettél volna!’;[30]
- szemrehányás: 
  - (franciául) Il aurait mieux valu dire la vérité tout de suite ’Jobb lett volna azonnal megmondani az igazat’;[21]
  - (románul) Ai fi putut să-mi telefonezi! ’Telefonálhattál volna!’;[31]
- nem valós cselekvéssel való összehasonlítás:
  - (magyarul) Úgy tett, mintha nem tudna semmiről;[28]
  - (románul) Seara cade frânt, parc-ar căra peste zi pietre de moară ’Este úgy esik össze, mintha nappal malomköveket cipelne’;[22]
- képzelt valóság: (franciául) Deux enfants jouent. L’un dit à l’autre : « On serait deux astronautes. Moi, je serais le pilote ; toi, tu sortirais dans l’espace » ’Két gyerek játszik. Az egyik azt mondja a másiknak: „Asztronauták lennénk. Én lennék a pilóta, te meg kimennél az űrbe”’.[21]
- átkozódás: (románul) Lua-te-ar dracu! Vinne el az ördög![25]

A feltételes igealaknak vannak nem jellegzetes használatai is egyik vagy másik nyelvben. Ekkor is gyakran nem valós cselekvést fejez ki.
Példák a magyarban: Ahelyett, hogy dolgozna, egész nap szórakozik; Mielőtt válaszolna a kérdéseimre, mélyen a szemembe néz; Távozott anélkül, hogy elköszönt volna.
A franciában ezt az igealakot múlt idejű cselekvés utáni cselekvés kifejezésére használják mellékmondatban az „egyszerű”-nek nevezett jövő idő alakja helyett: Le vendeur a dit qu’il nous préviendrait dès la réception de notre commande ’Az eladó azt mondta, hogy értesíteni fog minket, amint megérkezik az, amit megrendeltünk’.
A közép-délszláv diarendszer nyelveiben a feltételes igealak kifejezhet a múltban ismétlődő cselekvéseket: (bosnyákul) Otac bi me petkom vodio u džamiju ’Péntekenként az apám mecsetbe vitt’. Előfordul célhatározói mellékmondat állítmányának alakjaként is: (szerbül) Ostao sam u hotelu da bih dovršio pismo ’A szállodában maradtam, hogy befejezzek egy levelet’.